# 红翅旋壁雀

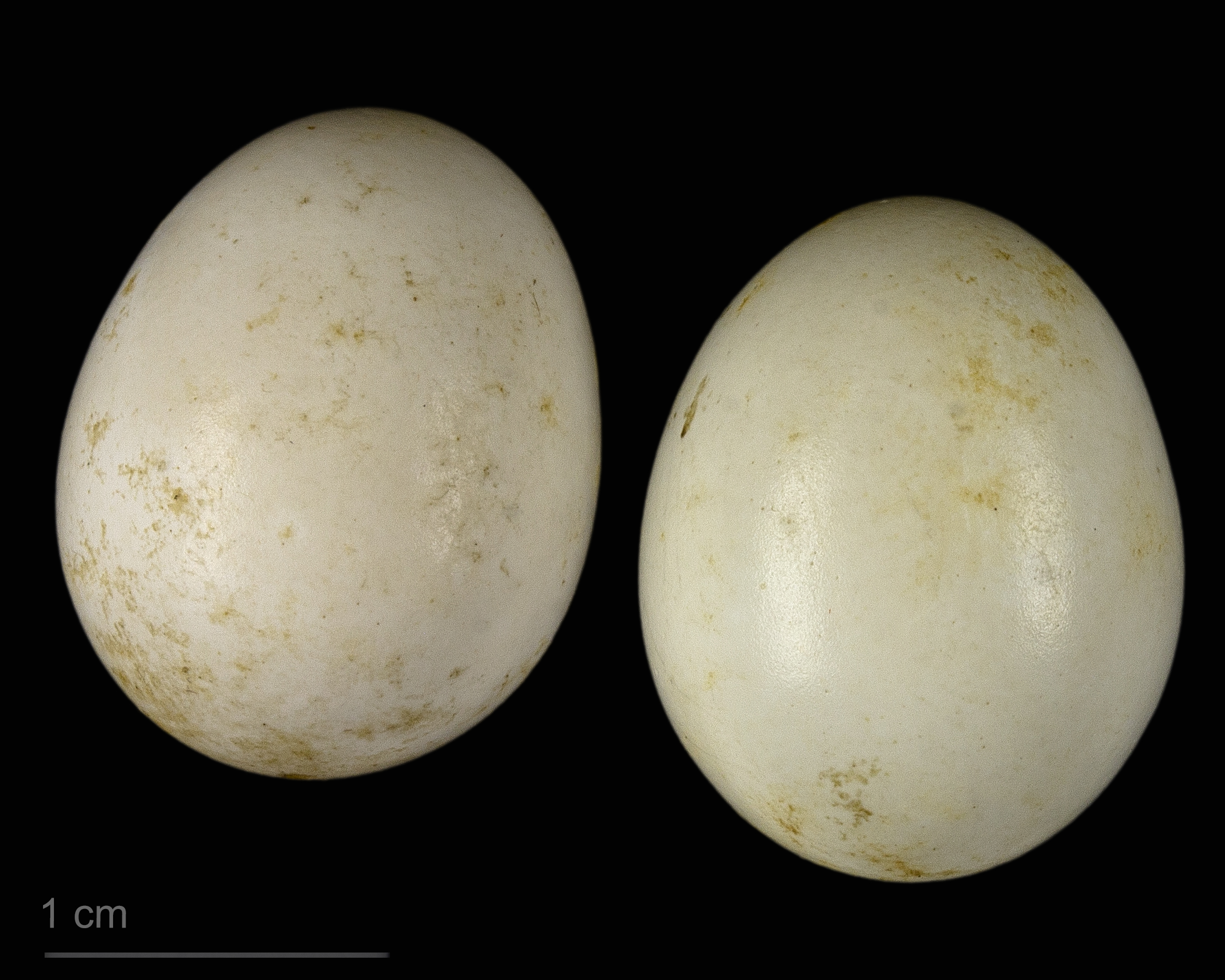
卵 Tichodroma muraria

红翅旋壁雀（学名：Tichodroma muraria），俗名爬树鸟、石花儿、爬岩树，是雀形目旋壁雀科旋壁雀属的唯一一个物种，舊屬鳾科。
分布于欧洲、西南亚地区以及中国大陆的新疆、西藏、青海、甘肃、宁夏、内蒙古、四川、中国东北、河北、北京、河南、陕西、湖北、江西、安徽、江苏、云南、福建、广东等地，多生活于非树栖高山型、栖息在悬崖和陡坡壁上以及或栖于亚热带常绿阔叶林和针阔混交林带中的山坡壁上。该物种的模式产地在欧洲南部。

## 分類
本物種的分類在历史上有爭議：在鸟类传统分类系统中，林奈最初把本物種歸入旋木雀科（Certhiidae）。現時基本上確定本屬物種是一個單系群，不過並所有人認同Clements (2007)把本屬獨立成科的主張。Dickinson (2003)認為本屬充其量只能成為鳾科之下的一個亞科（Tichodromadinae）。 

### 亚种
本物種有兩個亞種，基本上有地域分別：
- T. m. muraria：分布於歐洲、西南亞至伊朗北部及西部。
- 红翅旋壁雀普通亚种（Tichodroma muraria nepalensis）：顏色較深，分布地點以中亞為主，包括有土庫曼斯坦東部，里海以东至帕米尔高原、南抵伊朗東部、阿富汗、东达天山、蒙古，亦見於中国大陆的新疆、西藏、青海、甘肃、宁夏、内蒙古、四川、中国东北、河北、北京、河南、陕西、湖北、江西、安徽、江苏、云南、福建?、广东等地。该物种的模式产地在亚洲中部。[5]

### 化石紀錄
- Tichodroma capeki (來自匈牙利波爾加迪的中新世晚期地層) [6]